# Fulvia Plautilla

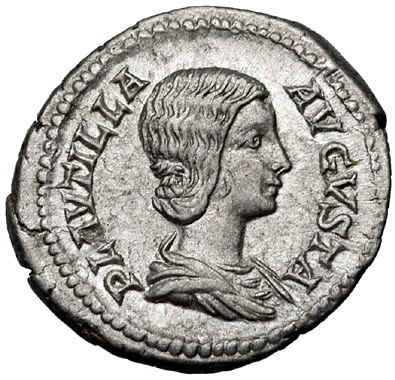
Denar der Plautilla

Publia Fulvia Plautilla († 211 auf Lipari) war von 202 bis 205 die Frau des späteren römischen Kaisers Caracalla. Nach der Auflösung der Ehe wurde sie verbannt. Nachdem Caracalla die Herrschaft angetreten hatte, ließ er seine ehemalige Frau ermorden. 

## Leben
Plautillas Vater war der Prätorianerpräfekt Gaius Fulvius Plautianus. Plautianus stammte aus Leptis Magna in Libyen, der Heimatstadt des Kaisers Septimius Severus (193–211), des Vaters Caracallas. Plautianus hatte unter Septimius Severus eine außerordentliche Machtstellung errungen. Wie der zeitgenössische Geschichtsschreiber Cassius Dio berichtet, ließ er Plautilla in Musik und anderen Künsten ausbilden, wobei er als Lehrer nur Eunuchen duldete.
Plautianus wollte seine Stellung durch Verschwägerung mit dem Kaiserhaus zementieren. Sein Einfluss auf den Kaiser war so groß, dass Septimius Severus im April 202 Caracalla, den älteren seiner beiden Söhne, gegen dessen Willen mit Plautilla verheiratete. Dabei erhielt sie den Titel Augusta. Caracalla sah Plautianus als Rivalen um die Macht; er hasste seine Frau und seinen Schwiegervater und wollte beide so bald wie möglich beseitigen. Wie der Geschichtsschreiber Herodian berichtet, weigerte er sich, mit seiner Frau zu speisen und die Ehe zu vollziehen, und drohte, sie und ihren Vater zu töten, wenn er an die Macht käme. Darüber informierte Plautilla ihren Vater. Die moderne Vermutung, dass Caracalla und Plautilla dennoch ein Kind hatten, stützt sich nur auf unzulängliche Indizien. An der Afrikareise der Kaiserfamilie 202–203 nahm Plautilla wohl teil.
Der Ehrgeiz des Plautianus wurde von der Kaiserin Julia Domna als Bedrohung wahrgenommen und brachte ihn mit ihr in Konflikt. Schließlich gelang es Caracalla im Jahr 205, mit einer Intrige den Sturz des Plautianus herbeizuführen. Er ließ den mächtigen Prätorianerpräfekten in Anwesenheit des Kaisers töten. Plautilla und ihr Bruder Gaius Fulvius Plautius Hortensianus wurden auf die Insel Lipara (heute Lipari) verbannt. Nach dem Tod des Septimius Severus am 4. Februar 211 trat Caracalla zusammen mit seinem Bruder Geta die Nachfolge an. Bald darauf ließ er seine ehemalige Frau und ihren Bruder umbringen und die damnatio memoriae (Auslöschung des Andenkens) über Plautilla verhängen.
Über die Persönlichkeit Plautillas ist wenig bekannt. Cassius Dio bezeichnet sie als höchst schamlos.

## Ikonographie
Für die Bestimmung von Plautillas Aussehen sind ihre Münzbildnisse maßgeblich. Ein großer Teil der Rundplastiken dürfte der damnatio memoriae zum Opfer gefallen sein, die – wie die zerstörten Bildnisse Getas zeigen – damals gründlich durchgeführt wurde. Manche wurden aber nur aus der Öffentlichkeit entfernt und gelagert. Einige erhaltene rundplastische Bildnisse lassen sich nach heutigem Forschungsstand sicher Plautilla zuweisen. Auf der Rückseite einer Münze Plautillas reichen sich Caracalla und Plautilla die rechten Hände; die Umschrift lautet Concordiae aeternae („Für ewige Eintracht“).